# Ki-Fighter
Ki Fighter Taerang (hangul:기파이터 태랑, Kana:キ・ファイターテラン) é uma série de anime nipo-coreana. A animação foi feita pelo estúdio Production Grimi. O anime foi dirigido por Minoguchi Katuya. No Japão a série foi transmitida pelo canal NHK e na Coreia do Sul pelo canal Munhwa Broadcasting Corporation entre 21 de agosto de 2002 até 19 de março de 2003. No Brasil a série foi lançada em DVD pela Imagem Filmes entre 26 de junho de 2008, com dublagem brasileira que foi feita pelo estúdio Clone sob a direção de Ulisses Bezerra.

## Enredo
O Grande Malvado foi selado em uma caverna atrás de um escudo de energia. Mas agora, mil anos se passaram e ele está prestes a recuperar o seu antigo poder para romper e ficar livre do escudo. A fim de evitar este desastre, os Sábios da Fantasia tem que tomar medidas para manter o poder radioativo no escudo. Eles enviam guerreiros ninfa para encontrar e buscar casulos Ki-Fighter escondidos em algum lugar do mundo. Durante a missão, as ninfas se deparam com TaeRang, o Ki-Fighter, o herói da série. Ele acaba por ser o único que tem o poder de derrotar o Grande Malvado, TaeRang define em seu caminho para encontrar outras criaturas fracas e suas aldeias, que estão ameaçadas pelo poder do mal injusto. TeaRang é aquele garoto sábio e corajoso para defender tudo à justiça.

## Anime

### Personagens
A seguir estão os nomes dos personagens na forma romanizada, seguidos pelas transcrições Coreana e Japonesa.
- Taerang (태랑, テラン)
- Tible (티블, ティプル)
- Chichia (치치아, チチア)
- Rami (라미, ラミ)
- Para (파라, パラ)
- Niverse (니버스, ニバス)
- Trueno (트레노, トレノ)
- Volvoy (볼보이, ボールボーイ)
- O Grande Mago Kong (대마왕, 大魔王)

### Equipe
- Direção: Katsumi Minoguchi, Min Soo Gang
- Compositor da série: Sukehiro Tomita
- Direção 3D: Jung Hyup Suh
- Produtor executivo: Song Ung Yu
- Animação chave: Dae Sik Moon
- Roteiro: Ki Hong Kim
- Distribuição na TV: MBC PRODUCTIONS
- Produção: Production Grimi

### Temas
- Abertura: Ki Fighter Taerang de SpaceA.
- Encerramento: Dream Come True de Yoo Jin.

### Elenco de dublagem

#### Dublagem japonesa
- Taerang - Sayaka Aida
- Tible - Saeko Chiba
- Chichia - Runa Akiyama
- Rami - Sanae Kobayashi
- Trueno, Volvoy - Nina Kumagaya

#### Dublagem coreana
- Taerang - Jeong Mi Sook
- Tible - Cha Myeong Hwa
- Chichia - Lim Eun Jeong